# Pentidotea wosnesenskii
Pentidotea wosnesenskii är en kräftdjursart som beskrevs av Brandt 1851. Pentidotea wosnesenskii ingår i släktet Pentidotea och familjen tånglöss. Inga underarter finns listade i Catalogue of Life.

## Bildgalleri

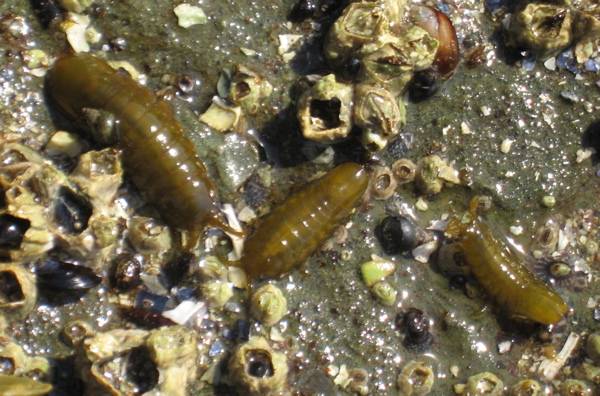